# جين بلوم
جين بلوم (بالفرنسية: Jeanne Blum)‏ هي مُدرسة فرنسية، ولدت في 11 فبراير 1899 في باريس في فرنسا، وتوفيت في 3 يوليو 1982 في جوي أون جوساس في فرنسا.